# Usman dan Fodio
Usman dan Fodio (także Usmanu Mohammed Fodżo oraz Abu Mohammed Usman; ur. 15 grudnia 1754 w Gobir, zm. 20 kwietnia 1817 w Sokoto) – islamski kaznodzieja i przywódca polityczny działający na terenach środkowo-zachodniej Afryki. 

## Pisarz i kaznodzieja
Był propagatorem szkoły malikickiej jurysprudencji muzułmańskiej w ramach sunnizmu oraz tradycji kadirijja w ramach sufizmu.
Usman dan Fodio napisał 480 dzieł w językach arabskim, fulfulde i hausa.

## Przywódca polityczny i kalif

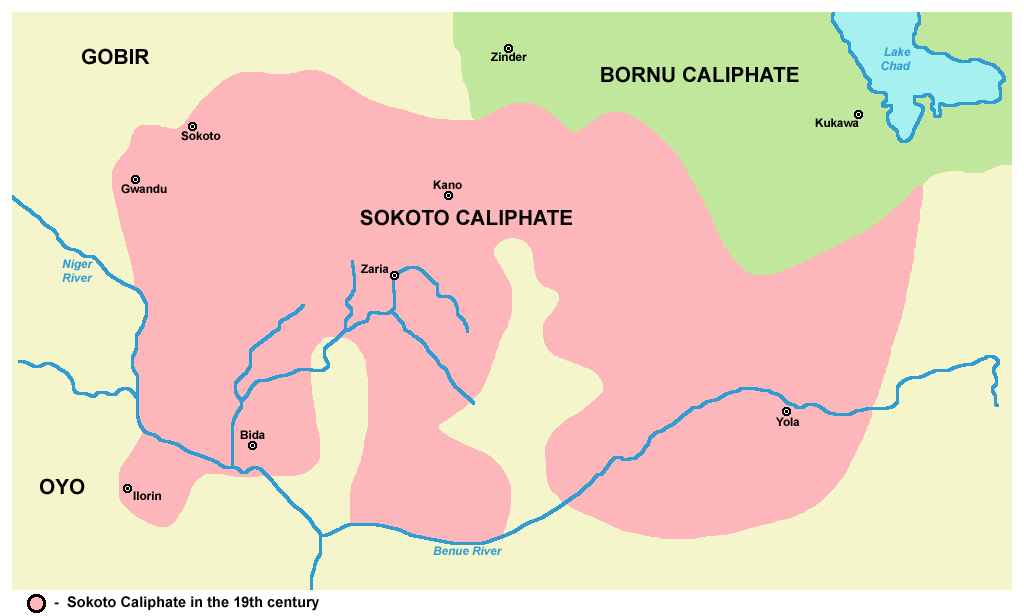
Orientacyjny zasięg terytorialny Kalifatu Sokoto w XIX wieku

Rezultatem działalności Usmana dan Fodio było stworzenie Kalifatu Sokoto – państwa islamskiego istniejącego przez cały XIX wiek. W toku prowadzonego dżihadu jako przywódca Fulan (ludu Fulbe) podporządkował sobie bezpośrednio tereny zajmowane przez lud Hausa (obecnie północna Nigeria i południowy Niger), jak również tereny obecnego północnego Kamerunu. Dżihad prowadzony przez Usmana dan Fodio zainspirował serię wojen w całym Sudanie Zachodnim i uczynił z islamu dominującą wiarę wśród mas ludzi na terytorium od Senegalu do Czadu.
Początkowo Usman dan Fodio został proklamowany amir al-mu'minin, czyli przywódcą wiernych. To sprawiło, że był wodzem zarówno politycznym, jak i religijnym, co dawało mu uprawnienia do ogłaszania i prowadzenia dżihadu, formowania armii i stawania się jej dowódcą. Dowodzone przez niego powstanie rozpoczęło się w kraju Hausa. W powstaniu uczestniczyli głównie Fulanie, którzy dysponowali kawalerią i posiadali znaczną przewagę wojskową. Powstanie zyskało też szerokie poparcie pośród chłopów Hausa, którzy czuli się nadmiernie opodatkowani i uciskani przez swoich władców. Usman rozpoczął dżihad przeciwko Gobir w 1804 roku. 
W czasie wojny ekspansja i komunikacja Fulan była prowadzona wzdłuż szlaków handlowych i rzek spływających do dolin Benue i Niger, a także delty i lagun Wybrzeża Niewolniczego. Wezwanie do dżihadu dotarło nie tylko do innych terytoriów i miast Hausa, takich jak Kano, Daura, Katsina i Zaria, ale także do Borno, Gombe, Adamawa, Nupe i Ilorin. Były to wszystko miejsca zamieszkałe przez większe lub mniejsze grupy Fulan.
Po zaledwie kilku latach wojny Usman dan Fodio stał się przywódcą największego państwa w Afryce. Jego syn Muhammed Bello oraz brat Abdullahi także prowadzili dżihad i zajmowali się administracją. 
Dan Fodio pracował nad stworzeniem skutecznego rządu opartego na prawie islamskim. Po 1811 roku Usman wycofał się i kontynuował pisanie o sprawiedliwym postępowaniu w ramach religii muzułmańskiej.

## Dziedzictwo
Po śmierci Usmana w 1817 r. jego syn, Muhammed Bello, także występował jako amir al-mu'minin i został władcą Kalifatu Sokoto, który był wtedy największym państwem na południe od Sahary. Brat Usmana, Abdullahi dan Fodio, otrzymał tytuł emira Gwandu i był odpowiedzialny za zachodnie emiraty, Nupe i Ilorin. Tak więc wszystkie państwa Hausa, części Nupe i Ilorin, a także placówki Fulan w Bauchi i Adamawa były rządzone przez jeden system polityczno-religijny. Od czasów Usmana do podboju brytyjskiego na początku dwudziestego wieku władzę sprawowało łącznie dwunastu kalifów.
Jednym z jego potomków był Ahmadu Bello – w XX wieku premier prowincji Nigeria Północna. Inspirację postacią Usmana dan Fodio przypisuje się współczesnemu sułtanowi Sokoto, którym od 2006 roku jest Sa'adu Abubakar III. 
Czwarty numer magazynu Al Risalah (sympatyzującego z Al-Kaidą) wychwalał system administracyjny stworzony przez Usmana dan Fodio.